# Sankt Petri Kirke, Köpenhamn
Sankt Petri Kirke är en tyskspråkig evangelisk-luthersk kyrka i Köpenhamn. Kyrkan är den äldst bevarade i Köpenhamns indre by, dess torn, mittskepp och kor stammar från fjortonhundratalet. Kyrkans danska namn är Sankt Peders kirke, dess tyska är St.-Petri-Kirche . Den ligger på hörnet av Nørregade och Sankt Peders Stræde i Latinerkvarteret.

## Historia
Kyrkan, som var en av de fyra katolska sockenkyrkorna, överlämnades 1585 av kung Frederik II till den tyskspråkiga menigheten i huvudstaden. Församlingen hade troligtvis grundats tio år tidigare. Kyrkan var samlingspunkt för Köpenhamns politiska, ekonomiska, kulturella och militära elit, som liksom det danska hovet först och främst nyttjade sig av det tyska språket.
I gravkapellen ligger många kända personer, som till exempel Ernst Henrich Berling och (möjligtvis) Johan Friedrich Struensee. Treårskriget 1848–1850 avspeglade den tilltagande spänningen mellan danskar och tyskar som hade uppstått under de föregående decennierna, och kyrkan miste sin särskilda betydelse: både medlemmar, anseende och ekonomisk kraft.

### Arkitektur

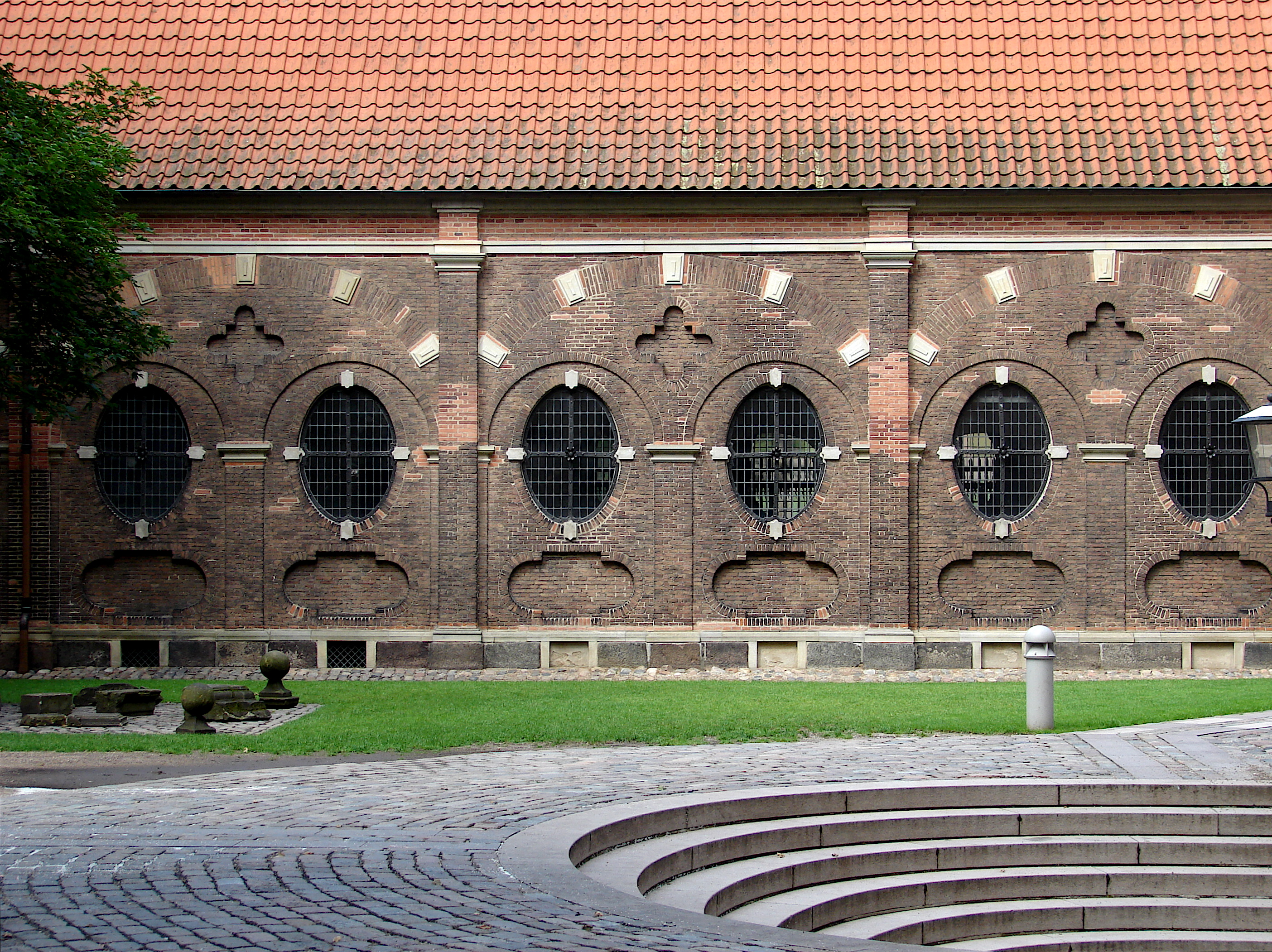
Kyrkans gravkapell av Hans van Steenwinckel den yngste, byggda 1681–83.
Foto: Orf3us

Under medeltiden var den en av Köpenhamns fyra sockenkyrkor, och den är idag den enda kvarvarande av huvudstadens kyrkor med synliga medeltiddelar av betydelse. Den var tillägnad aposteln Petrus och nämns första gången 1304, vari prästen Hinze Bagge i ett testamente skänkte en halv mark till prästen och två öre till degnen (diakonen).
Förmodligen är kyrkan grundad på tolvhundratalet. Den första kyrkan brann redan 2 juli 1386 med sina två kyrkklockor, men blev kort efter återuppförd. De äldsta delarna av den nuvarande kyrkobyggnaden är från mitten av fjortonhundratalet. Långhuset med tresidig avslutning innehåller delar av denna kyrka, medan tornets nedersta avsnitt är från cirka år 1500. Efter reformationen blev socknen nedlagd, kyrkan övergick till kronan, och byggnaden blev använd som kungens gjethus, det vill säga kanon- och klockstöperi. År 1585 lämnade kungen kyrkan till stadens stora tyska församling, som i det förutgående decenniet hade varit hänvisad till den tidigare Sankt Clara klosterkirke vid Møntergade.
Sankt Petri restaurerades därefter av byggmästaren Hans van Steenwinckel den äldre, som färdigställde det påbörjade tornet med en övervåning med blændinggavle, som emellertid ersattes av en spira under sextonhundratalet.
Under samma århundrade byggdes kyrkan ut i två omgångar. Kung Kristian IV skapade med uppförandet av ett sidoskepp i norr (där orgeln är placerad idag) år 1631, och ett i söder (där huvudingången är idag) år 1634 den korskyrka som idag bildar ramen för gudstjänsten. Bara sextio år senare var denna byggnad för liten för församlingen och under Kristian V byggdes ytterligare ett sidoskepp i norr.
Under Köpenhamns brand 1728 brann kyrkan. Interiören förstördes, men kyrkmurarna stod kvar, och byggmästare J.C. Krieger kunde därför återuppföra gudshuset. 1731 uppfördes en rikt snidad barockportal av bildhuggaren Diderik Gercken runt huvudentrén i södra korsarmen. Kyrkan återinvigdes samma år. Tornet fick en låg lanternespir (lyktspira), som 1756–57 ersattes av den nuvarande rokokospiran ritad av timmermästare Boye Junge. Spiran överlevde Köpenhamns bombardemang 1807, som kyrkan tursamt slapp undan. Restaureringen efter attacken påbörjades 1815 under ledning av J.A. Meyer och avslutades året efter.
Under 1865–66 genomgick kyrkan en inre omvandling av arkitekt H.C. Stilling, som gav interiören en atmosfär av nygotisk stil. 1898 fick korets två fönster dessutom insatt glasmosaikfönster av C.N. Overgaard, och 1918–20 insattes ytterligare glasmosaikrutor i fjorton fönster av Otto Linnemann från Frankfurt. Fönstren gav kyrkorummet en dunkel prägel.
Åren 1994–2000 blev kyrkan restaurerad av professor Hans Munk Hansen för dåvarande Slots- og Ejendomsstyrelsen (idag Slots- og Kulturstyrelsen), varvid Stillings interiör försvann. För att ljusa upp rummet lyftes glasmosaikerna ut och förvaras nu i kyrkans arkiv.
Till återinvigningen 1731 skänkte gehejmerådet Carl Adolph von Plessen målningen Kristus på Oliebjerget av Hendrik Krogk till kyrkan som altartavla. Dess ram är skuren av hovskulptören Friedrich Ehbisch. I kyrkorummet finns också målningar av himmelfärden (från 1732) och av reformatorerna.
Den nuvarande altartavlan är en målning av J.L. Lund skänkt av Vestindisk Kompani 1819. Ramen är ritad av tidigare nämnde J.A. Meyer, som också är mästare för den samtida predikstolen. Dopfunten i brons tillverkades 1830.

### Gravkapellen
År 1805 förbjöds begravningar av hygieniska skäl i kyrkobyggnader, men i Sankt Petri kirkes gravkapell är de fortfarande tillåtna. De föregår nu som urnbegravningar i ett därtill dedikerat kolumbarium. Kyrkans gravkapell är en stor, nyckelformad påbyggnad nordväst om kyrkan. Gravkapellen rymmer många gravminnen över tyska och danska släkter. Här är begravda bland andra:
- Johann Gottfried Becker
- Charlotte Dorothea Biehl
- Conrad Biermann von Ehrenschild
- Christian Brandt
- Henrik von Brandt
- Peter Brandt och Abigael Marie von Stöcken (Brandt)
- Robert Colnet
- Peter Cramer
- Friederich Ehbisch
- Valentin von Eickstedt
- Christoffer Gabel
- Friedrich Carl von Gram
- Christian Gyldenløve (flyttad hit 1734 från Vor Frue Kirke)
- Wolfgang Haffner
- Nicolaj Helt
- Catharine Marie von Holstein
- Hans Friedrich von Holstein
- Johan Georg Holstein
- Albrecht Itzen
- Johan Boye Junge
- Kristian Kongstad
- Abraham Lehn
- Christian Lente
- Theodor Lente
- Niels Baner Matthisen
- Reinhold Meier
- Wigand Michelbecker
- Gerhard Morell
- Carl von Müller
- Otto Frederik Müller
- Bernhard Møllmann
- Christian Nerger
- Abraham Pelt
- Christian Siegfried von Plessen
- Carl Adolph von Plessen
- Marcus Gerhard Rosencrone
- Ernst Schimmelmann
- Johan Sigismund Schulin
- Henrik Stampa
- möjligen Johann Friedrich Struensee (sedan 1920-talet)
- Walter Titley, brittisk ambassadör i Danmark
- Lorenz Tuxen
- Hans von Voscamp
- Georg Wilhelm Wahl
- Jørgen Walter
- Andreas Weyse
- Daniel Benjamin Weyse
- Just Wiedewelt

### Kyrkogården
På kyrkogården (örtträdgården) utanför ligger bland andra:
- Ernst Henrich Berling
- Christian van Bracht
- Johan van Bracht
- Frederik Christian van Bracht
- Constantin Brun
- Friederike Brun
- Johannes Gottlieb de Bøtticher
- Nicolai Eigtved
- Christian Ulrik Foltmar
- Heinrich Egidius Gercken
- Jonas Haas
- Johann Christopher Heimbrod
- Johann Friedrich Hännel
- Juliane Marie Jessen
- Martin Lehmann
- Ernst Heinrich Løffler
- Balthasar Münter
- Friederich Münter
- Carl Probsthayn
- Johan Henrich Schønheyder
- Johan Martin Schønheyder
- Johan Adam Sturmberg
- Johan Christopher Sturmberg
- Martin Zumpe

### Kyrkan idag
Idag ägs kyrkan av Slots- og Kulturstyrelsen, under Kulturministeriet. Församlingen har idag >900 medlemmar. Tillsammans med Sankt Petri Skole och Sankt Petri Kulturcentrum utgör den ett centrum för tysk kultur i Köpenhamn.
Kyrkan tillhör Folkekirken.

### Övrigt
Författarinnan Friederike Brun (1765–1835) berättar i sina memoarer från 1824, Wahrheit aus Morgenträumen att hon som barn lekte med ett barnlik, som inte hade sönderfallit och befann sig i en gravkällare (Gruft) under golvet i gravkapellen. Hennes berättelse – efter cirka 50 år – är något motsägelsefull och stämmer inte helt till platsens topografi. Brun var dotter till kyrkans präst Balthasar Münter. Berättelsen är inte känd från andra källor, men det stämmer att det i Sankt Petri fanns många gravkällare, där de döda bevarades, både under själva kyrkan och i gravkapellen. I de grundläggande utredningarna om kyrkans byggnadshistoria nämns denna detaljen inte. År 1937 röjdes ett av de stora valven under kyrkan för att inrätta en urnhall, Albert Fabritius beskriver hur kistorna hade lagts i byggnadsställningar eller senare staplades på varandra.